# Черток, Никифор
Никифор Черток (Чертенок, Чертков) (годы рождения и смерти неизвестны) — донской казак, один из руководителей казацко-крестьянского восстания под предводительством Степана Разина.

## Биография
Родился в Воронеже. Дядя по отцу Степана Разина. Первоначально Н. Черток проживал в селе Усмань Собакина (ныне село Новая Усмань) и служил казаком в белгородском полку. Имел жену и двух сыновей.
В 1667 году воронежский атаман Никифор Черток оставил царскую службу и со своим отрядом бежал на Дон. В августе 1667 года атаман Никифор Чертенок попытался напасть на царское посольство на Дону, чтобы «пограбя государеву казну», уйти с Дона на Волгу, чтобы там соединиться со Степаном Разиным. Против отряда Н. Чертка были отправлены ратные люди из Царицына и Астрахани. Казаки выдержали два боя: первый не привел к победе ни одну из сторон, второй закончился полным поражением казаков. Никифор Чертенок вынужден был отступить на Дон.
В каспийском походе Степана Разина Никифор Черток не участвовал, но в 1670 году он прошел с повстанческими отрядами с Дона до Волги, был при взятии Царицына, Черного Яра, Астрахани. Черток входил в ближайшее окружение Степана Разина, был есаулом в войске восставших. Попавший в плен к карателям разинский казак Н. Самбулеико «в роспросе» в Малороссийском приказе назвал в составе повстанческой старшины и И. Чертка.
Осенью 1670 года, отделившись от главных сил С. Т. Разина, атаман Никифор Черток во главе отряда казаков в 400 человек отправился на Тамбовщину. В ноябре 1670 года Н. Черток, обойдя Тамбов, вышел к городку Козлову (ныне Мичуринск). Здесь его отряд вырос за счет присоединения окрестных крестьян до 3-4 тысяч человек. Никифор Черток возглавил крестьянское восстание на Тамбовщине.
17 октября 1670 года в сражении с царскими ратными людьми из Козлова под командованием воеводы С. И. Хрущёва под Челнавским городком разинцы под предводительством Никифора Чертка одолели противника, захватив две пушки. Временной базой восставших стали сёла Бокино и Кузьмино-Гать. Здесь 1 декабря 1670 года произошло ещё одно крупное сражение. И. В. Бутурлин выслал своего товарища А. Еропкина против повстанческих отрядов Н. Черкта. Царский воевода А. Еропкин с отрядом дворян и московских стрельцов численностью более тысячи человек внезапно напал на село Бокино. Вытеснив оттуда разинцев, он зажёг село и затем пытался отойти в сторону Тамбова. Подоспевший на выручку Н. Черток наголову разбил противника. Многие были убиты или попали в плен, сам Еропкин получил четыре ранения в голову и плечо. Подошедшие со свежими силами воеводы И. Бутурлин и С. Хрущев вынудили повстанцев отступить.
Встревоженное успехами Н. Чертка в Тамбовском уезде, царское правительство поспешно двинуло на Тамбовщину полки под командованием стольника и полкового воеводы, князя Б. Е. Мышецкого. Прежний тамбовский воевода Яков Хитрово «для ево старости и болезни» был отозван в Москву. Б. Мышецкий принял у Якова Хитрово два полка: полк самого Хитрово и полк князя К. О. Щербатова. В конце декабря князь Борис Ефимович Мышецкий с крупными силами двинулся к Шацку и в Тамбовский уезд, «чтоб одноконечно в тех местах над ворами промысл учинить и воровство искоренить».
14 января крупные силы царской рати под командованием воевод Б. Е. Мышецкого и И. В. Бутурлина вновь подошли к сел Бокино. Снова приступ был отбит с тяжёлыми потерями для нападавших. Из отписки И. Бутурлина в Разрядный приказ можно заключить, что восставшие, «укрепясь во дворех в великих крепостях… из дворов… великого государя ратных людей… учели на приступе ранить и побивать до смерти». Видя это, воеводы Мышецкий и Бутурлин «от того села Бойкина за малолюдством пехоты отступили того ж числа… чтоб… те воры над… государя ратными людьми на приступе великого урону не учинили, и пришли в Танбов». Помимо Н. Чертка в числе предводителей восставших, сосредоточившихся в районе Кузьминой Гати, упоминаются имена атаманов Еремея Иванова и Холки Кривого. Царские воеводы Б. Е. Мышецкий и И. Бутурлин отступили в Тамбов.
Это заставило власть действовать решительно. В Тамбовский уезд двинулись значительные силы. В начале февраля 1671 года полки царских воевод К. О. Щербатова и И. В. Бутурлина начали наступление на восставших. Каратели двинулись на Троицкий монастырь, крупный опорный пункт повстанцев на Тамбовщине. Оставляя за собой кровавый след, государевы ратники продвигались к Кузьминой Гати. Они безжалостно расправились со всеми схваченными участниками восстания, выжгли дотла села Тотаново, Кукосово и Горелое только из-за того, что «застали в тех селах» отдельных повстанцев. Узнав о приближении больших ратных сил, восставшие оставили Кузьмино-Гать и сделали попытку оторваться от преследования.
8 февраля 1671 года под Кузьмино-Гатью разгорелось новое сражение. Хорошо обученные и вооружённые регулярные войска полностью разгромили восставших, захватив 150 пленных, 15 знамён, все пушки. Оплоты восставших — сёла Кузьмино-Гать и Бокино — подверглись полному разорению, их полностью выжгли. Сам атаман Никифор Черток с верными соратниками сумел уйти от преследователей и укрыться на Дону. Его семья была вывезена из Воронежа в Москву, а имущество конфисковано. В конце марта 1671 года мать, жена и дети Н. Чертка были доставлены в Москву, а оттуда через Вологду отправлены в ссылку в Холмогоры.
В середине марта 1671 года атаман Никифор Черток объявился на Дону, а начале апреля во главе отряда казаков он действовал на Хопре. Его дальнейшая судьба неизвестна.